# Strzałosmok
Strzałosmok, drakon (Harriotta raleighana) – gatunek morskiej ryby chrzęstnoszkieletowej z rodziny drakonowatych (Rhinochimaeridae). 

## Występowanie
Strefy klimatu umiarkowanego Oceanu Atlantyckiego i Spokojnego oraz w pobliżu południowej Australii. Żyje na głębokościach 380–2600 m.

## Charakterystyka
Gatunek mało poznany. Samiec osiąga długość do 120 cm, samica do 102,5 cm. Ubarwienie brązowopomarańczowe z jaśniejszym spodem.

## Odżywianie
Żywi się skorupiakami.

## Zagrożenia
Nie stwierdzono zagrożenia dla człowieka.

## Ciekawostki
Nazwy strzałosmok w literaturze polskojęzycznej użył po raz pierwszy Krzysztof Kluk w 1780 opisując chimerę pospolitą (Chimaera monstrosa).